# Isorno (vattendrag)
Isorno är ett vattendrag i Schweiz. Det ligger i den sydöstra delen av landet, 130 km sydost om huvudstaden Bern.
I omgivningarna runt Isorno växer i huvudsak blandskog. Runt Isorno är det mycket tätbefolkat, med 1 018 invånare per kvadratkilometer.